# Dušan Dragosavac
Dušan Dragosavac (* 1. Dezember 1919 in Vrepac, Gospić, Königreich der Serben, Kroaten und Slowenen; † 21. Dezember 2014) war ein jugoslawischer Politiker  des Bundes der Kommunisten Jugoslawiens (BdKJ).

## Biografie
Dragosavac trat 1942 der kommunistischen Partei bei und war anschließend als Politkommissar Organisator der Parteiarbeit in Partisanenverbänden in Benija bei Zagreb. Aus dieser Zeit stammte auch seine langjährige Freundschaft zu Vladimir Bakarić, dem späteren Parteichef Kroatiens.
Nach dem Zweiten Weltkrieg wurde Dragosavac Spezialist für Wirtschaftspolitik und gehörte in den 1950er Jahren dem Exekutivrat (Regierung) der Sozialistischen Republik Kroatien als Exekutivsekretär (Minister) für Wirtschaft und Finanzen an, ehe er anschließend Vorsitzender der Bundeskammer für Außenhandel wurde. Nach einem zeitgleichen Studium der Rechtswissenschaften promovierte er 1962 zum Doktor der Rechtswissenschaften und war zudem auch Autor von Fachbüchern in Wirtschaft und Wirtschaftsrecht.
1969 wurde er Mitglied des Exekutivsekretariats des BdKJ Kroatiens und gehörte damit der Führung der KP der Teilrepublik an. In dieser Funktion vertrat er eine ablehnende Haltung gegen den nationalistischen Reformkurs innerhalb der kroatischen Parteiführung zur Zeit des kroatischen Frühlings 1971. Dabei konnte sich die von ihm, aber auch von Milka Planinc vertretene orthodoxe Einstellung gegenüber der liberalen Haltung der damaligen kroatischen Parteichefin Savka Dabčević-Kučar durchsetzen. Letztlich kam es im Dezember 1971 zur Absetzung von Frau Dabčević-Kučarsowie und von anderen Befürwortern des „kroatischen Frühlings“ wie Miko Tripalo.
Am 20. Oktober 1981 wurde er als Nachfolger von Lazar Mojsov Vorsitzender des Präsidiums des BdKJ und somit Parteichef. Dadurch gehörte er zugleich dem Präsidium der Sozialistischen Föderativen Republik Jugoslawien, dem jugoslawischen Staatsrat, von Amts wegen an. Am 29. Juni 1982 folgte ihm Mitja Ribičič im Amt des Parteichefs. 